# Гаврилівська сільська рада (Бобровицький район)
Гаври́лівська сільська́ ра́да — адміністративно-територіальна одиниця та орган місцевого самоврядування в Бобровицькому районі Чернігівської області. Адміністративний центр — село Гаврилівка.

## Загальні відомості
- Населення ради: 279 осіб (станом на 2001 рік)

## Населені пункти
Сільській раді були підпорядковані населені пункти:
- с. Гаврилівка (127 осіб)
- с. Запоріжжя (114 осіб)
- с. Українка (38 осіб)

## Склад ради
Рада складалася з 12 депутатів та голови.
- Староста
- : Сморгін Оксана Василівна
- Діловод: Лемешок Оксана Василівна

### Керівний склад попередніх скликань
| Прізвище, ім'я, по батькові | Основні відомості                                                                       | Дата обрання | Дата звільнення |
| --------------------------- | --------------------------------------------------------------------------------------- | ------------ | --------------- |
| Калашник Раїса Олексіївна   | Сільський голова, 1946 року народження                                                  | 26.03.2006   | 01.08.2006      |
| Сморгін Оксана Василівна    | Сільський голова, 1973 року народження, освіта середня спеціальна                       | 17.12.2006   | 31.10.2010      |
| Сморгін Оксана Василівна    | Сільський голова, 1973 року народження, освіта середня спеціальна, член Партії регіонів | 31.10.2010   |                 |

Примітка: таблиця складена за даними сайту Верховної Ради України

### Депутати
За результатами місцевих виборів 2010 року депутатами ради стали:

#### За суб'єктами висування
| Суб'єкт висування | Кількість обраних депутатів | %   |
| ----------------- | --------------------------- | --- |
| Партія регіонів   | 12                          | 100 |

#### За округами
| № округу        | Прізвище, ім'я, по батькові    | Дата визнання обраним | Освіта             | Партійна приналежність | Відомості про обраного депутата                           |
| --------------- | ------------------------------ | --------------------- | ------------------ | ---------------------- | --------------------------------------------------------- |
| Партія регіонів |                                |                       |                    |                        |                                                           |
| 1               | Бабенко Василь Миколайович     | 04.11.2010            | середня спеціальна | позапартійний          | ТОВ «Козацьке», тракторист                                |
| 2               | Гайдак Віктор Дмитрович        | 04.11.2010            | середня спеціальна | позапартійний          | ТОВ «Козацьке», тракторист                                |
| 3               | Лемешок Сергій Миколайович     | 04.11.2010            | середня спеціальна | член Партії регіонів   | Гаврилівський сільський клуб, завідувач клубу             |
| 4               | Литвиненко Ганна Володимирівна | 04.11.2010            | середня спеціальна | позапартійна           | пенсіонер                                                 |
| 5               | Косолап Наталія Анатоліївна    | 04.11.2010            | середня спеціальна | позапартійна           | тимчасово не працює                                       |
| 6               | Ліщенко Леся Володимирівна     | 04.11.2010            | незакінчена вища   | позапартійна           | Київський університет ім. Б. Грінченка, студент           |
| 7               | Карпухно Тетяна Петрівна       | 04.11.2010            | середня спеціальна | член Партії регіонів   | ПП «Вероніка-сервіс», продавець                           |
| 8               | Андруша Сергій Іванович        | 04.11.2010            | середня спеціальна | позапартійний          | ТОВ «Козацьке», тракторист                                |
| 9               | Ємець Наталія Олександрівна    | 04.11.2010            | середня спеціальна | позапартійна           | тимчасово не працює                                       |
| 10              | Косолап Зінаїда Володимирівна  | 04.11.2010            | середня спеціальна | позапартійна           | Гаврилівський фельдшерсько-акушерський пункт, завідувачка |
| 11              | Лемешок Оксана Василівна       | 04.11.2010            | середня спеціальна | член Партії регіонів   | Гаврилівська сільська рада, секретар сільської ради       |
| 12              | Ємець Олег Миколайович         | 04.11.2010            | середня спеціальна | член Партії регіонів   | Козелецький водоканал, різноробочий                       |